# Kordyliera Zachodnia (Kolumbia)
Kordyliera Zachodnia (hiszp. Cordillera Occidental) – pasmo górskie w zachodniej Kolumbii, część Andów. Rozciąga się z północy na południe na długości około 850 km, pomiędzy nizinnym wybrzeżem Oceanu Spokojnego a Kordylierą Środkową, od której oddziela ją dolina rzeki Cauca.
Jest to najniższy z trzech głównych pasm Andów kolumbijskich. Najwyższym szczytem jest Cerro Tatamá (4100 m n.p.m.).